# Филип Седефчев
Фѝлип Седèфчев е български художник.

## Биография
Филип Седефчев е роден на 25 септември 1935 г. в село Садовик, тогава в област София, околия Брезник. През 1961 г. завършва живопис в Националната художествена академия при професор Ненко Балкански. Член е на Съюза на българските художници. Твори в областта на живописта, монументалните изкуства, скулптурата, графичен и пространствен дизайн.
Автор е на над 300 реализирани постери, запазени знаци, гербове. Проектирал е и изпълнил над 90 монументални творби – стенопис, гоблен, витраж, пластики от дърво, камък, метал, керамика. Живописта му е определяна като символен балкански „Оп арт“.
Починал е на 12 октомври 2021 г. в град Перник.